# Loren Avedon
Loren Avedon (Los Angeles, 30 luglio 1962) è un attore statunitense esperto di arti marziali.
La rivista Variety ha definito Avedon "l'alto Bruce Lee dagli occhi azzurri".

## Biografia
Ha cominciato la sua carriera di attore all'età di 5 anni, quando è diventato protagonista di una campagna pubblicitaria di una marca di latte: essendo la madre una regista di spot pubblicitari, il giovane Avedon ha proseguito questa strada nel corso degli anni.
All'età di 11 anni ha visto Dalla Cina con furore con Bruce Lee, ed è così nata in lui la passione per le arti marziali. Ma solo dopo aver compiuto i 17 anni, e aver finito le scuole, si iscriverà ad una palestra, venendo istruito nel Tae Kwon Do dai fratelli Simon e Phillip Rhee, due apprezzati professionisti, e seguendo le lezioni di Bill Wallace. Ha studiato anche l'Hapkido.
Nel 1985 il suo maestro Phillip Rhee, che aveva prodotto il film Ninja Turf (conosciuto anche come Los Angeles Streetfighter), ha chiamato Avedon a parteciparvi.
L'occasione per avere un ruolo da protagonista gli si è presentata a Los Angeles, dove il produttore Roy Horan era alla ricerca di attori capaci nelle arti marziali. Si trattava del film in lavorazione Artigli di tigre - Il ritorno (No Retreat, No Surrender 2: Raging Thunder) per la regia di Corey Yuen, film che l'attore belga Jean-Claude Van Damme aveva rinunciato a fare: il produttore sottopose ad un provino Avedon, e due settimane più tardi l'attore venne scritturato, partendo quindi per la Thailandia.
Il film si è avvalso anche della presenza dell'artista marziale ed attrice Cynthia Rothrock e del caratterista Matthias Hues, e fra gli appassionati del genere ha riscosso un discreto successo.
L'anno successivo Avedon è stato chiamato a girare un film simile, American Kickboxing (No Retreat, No Surrender 3: Blood Brothers), per la regia di Lucas Lowe, venendo affiancato da un artista marziale che solo occasionalmente ha partecipato a film: Keith Vitali.
Il successo della pellicola nell'ambiente del cinema di arti marziali ha consentito ad Avedon di interpretare subito un altro film, Il re dei kickboxers, dove ha condiviso il set con l'allora esordiente e sconosciuto Billy Blanks; i due si sono intesi alla perfezione mettendo in scena ottimi combattimenti. L'anno successivo Avedon ne girerà un sequel ideale, Fighting Spirit.
Nel 1993 è stato chiamato dal regista Jalal Merhi a partecipare ad un film prodotto dalla Film One, casa produttrice di quest'ultimo: Operazione Golden Phoenix (Operation Golden Phoenix). È stato il primo ruolo da "cattivo" di Avedon.
La collaborazione con la Film One è proseguita negli anni a venire. Nel 1999 Avedon ha diretto la seconda unità, coreografato i combattimenti e recitato, di nuovo accanto a Cynthia Rothrock, in Tiger Claws III di J. Stephen Maunder.
Nel 1997 ha scritto, diretto, prodotto e interpretato Riscatto mortale (Deadly Ransom).
Sin dagli anni novanta ha partecipato a vari telefilm, come Baywatch e Più forte ragazzi.

## Filmografia parziale
- Artigli di tigre - Il ritorno (No Retreat, No Surrender 2: Raging Thunder), regia di Corey Yuen (1989)
- Quando la vendetta ha 4 braccia! (No Retreat, No Surrender 3: Blood Brothers), regia di Lucas Lowe (1990)
- Il re dei kickboxers (The King of the Kickboxers), regia di Lucas Lowe (1991)
- Baywatch - serie TV, episodio 3x08 (1992), episodio 3x21 (1993)
- Operation Golden Phoenix, regia di Jalal Merhi (1993)
- Riscatto mortale (Deadly Ransom), regia di Robert Hyatt (1997)
- Più forte ragazzi (Martial Law) - serie TV, episodio 1x16 (1999)